# Холоменюк Іван Олександрович
Іван Олександрович Холоменю́к (14 жовтня 1926, Мизинівка — 22 квітня 2008, Чернівці) — український живописець; член Спілки радянських художників України з 1961 року (у 1962—1976 та 1986—1990 роках голова правління її Чернівецької обласної організації). Чоловік художниці Ніни Нікуліної-Холоменюк, батько художника Андрія Холоменюка, Ігора Холоменюка та Юрія Холоменюка.

## Біографія
Народився 14 жовтня 1926 року в селі Мизинівці (нині Звенигородський район Черкаської області, Україна). Протягом 1948—1950 років навчався у Київському художньому інституті у Тетяни Яблонської, Сергія Єржиковського, Сергія Григор'єва; у 1950—1954 роках — на факультеті монументального живопису Львівського інституту прикладного та декоративного мистецтва у Йосипа Бокшая, Михайла Ліщинера, Юрія Щербатенка. Дипломна робота — картина «Похорони Сталіна» (керівник Іван Гутуров, оцінка — відмінно).
У Чернівцях з 1955 року. Член КПРС з 1961 року. Мешкав у будинку на вулиці Шевченка, № 40, квартира № 6 та у будинку на вулиці Богдана Хмельницького, № 34, квартира № 14. Помер у Чернівцях 22 квітня 2008 року.

## Творчість
Працював у галузі станкового живопису, писав тематичні композиції, портрети; протягом останнього періоду творчості створив низку пейзажів та натюрмортів. Серед робіт:
- «Плотогони» (1960);
- «Тарас Шевченко на етапі» (1961);
- «Лісоруби» (1963);
- «Цимбалісти» (1965);
- «Інтернаціонал» (1967);
- «Молодість» (1968);
- «Хотинці» (1968);
- «Опришки» (1969—1970);
- «Заслужений артист УРСР Іван Миколайчук» (1970);
- «Георгій Якутович» (1971);
- «І. Левицький — переможець у Всесоюзних змаганнях орачів» (1971);
- «Переможці» (1975);
- «Народні комісари» (1977—1978);
- «Народний артист УРСР Петро Міхневич» (1979);
- «Перед святом» (1982);
- «Гори мої» (1984);
- «Свято в Путивлі» (1987);
- «Народний артист УРСР Назарій Яремчук» (1987);
- «Антон Чехов у Гурзуфі» (1987—1988);
- «Тарас Шевченко» (1990);
- «Кобзар» (1993);
- «Богдан Хмельницький» (1994);
- портретна галерея «Бургомістри, примарі та мери Чернівців» (1997);
- «Михайло Грушевський» (1998);
- «Карпати» (2000);
- «Гомін Карпат» (2002).

Брав участь у республіканських виставках з 1957 року, всесоюзних — з 1970 року, закордонних — з 1977 року. Персональні виставки відбулися у Чернівцях у 1969 році, «По Югославії» у 1980 році та «По Німеччині» у 1982 і 1997 роках.
Роботи художника зберігаються у Чернівецькому художньому музеї (15 полотен), інших музеях України, а також у музеях Канади, США, Німеччини, Австрії.

## Відзнаки
- Почесна грамота Президії Верховної Ради УРСР (1967)[1];
- Заслужений діяч мистецтв УРСР (1970)[1];
- Перша премія мистецького республіканського конкурсу (1985)[1];
- Народний художник України (14 грудня 1996; за вагомі творчі здобутки, особистий внесок у розвиток образотворчого мистецтва)[8];
- Творча стипендія Президента України (1997)[1];
- Орден князя Ярослава Мудрого V ступеня (28 листопада 2006; за вагомий особистий внесок у соціально економічний і культурний розвиток України, вагомі досягнення у професійній діяльності, багаторічну сумлінну працю та з нагоди річниці підтвердження всеукраїнським референдумом 1 грудня 1991 року Акта проголошення незалежності України)[9].